# Sable coquillier
Pour les articles homonymes, voir sable (homonymie).
Le sable coquillier est un sable principalement constitué de morceaux de coquilles de coquillages marins ou d'eau douce (roche détritique et biogénique meuble). 

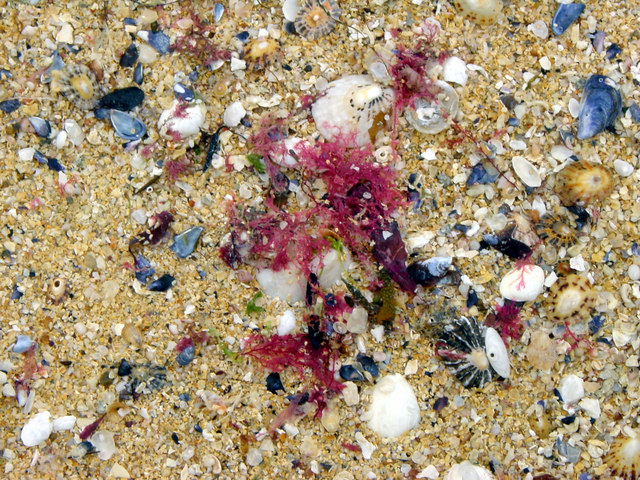
Exemple de sable majoritairement coquiller européen

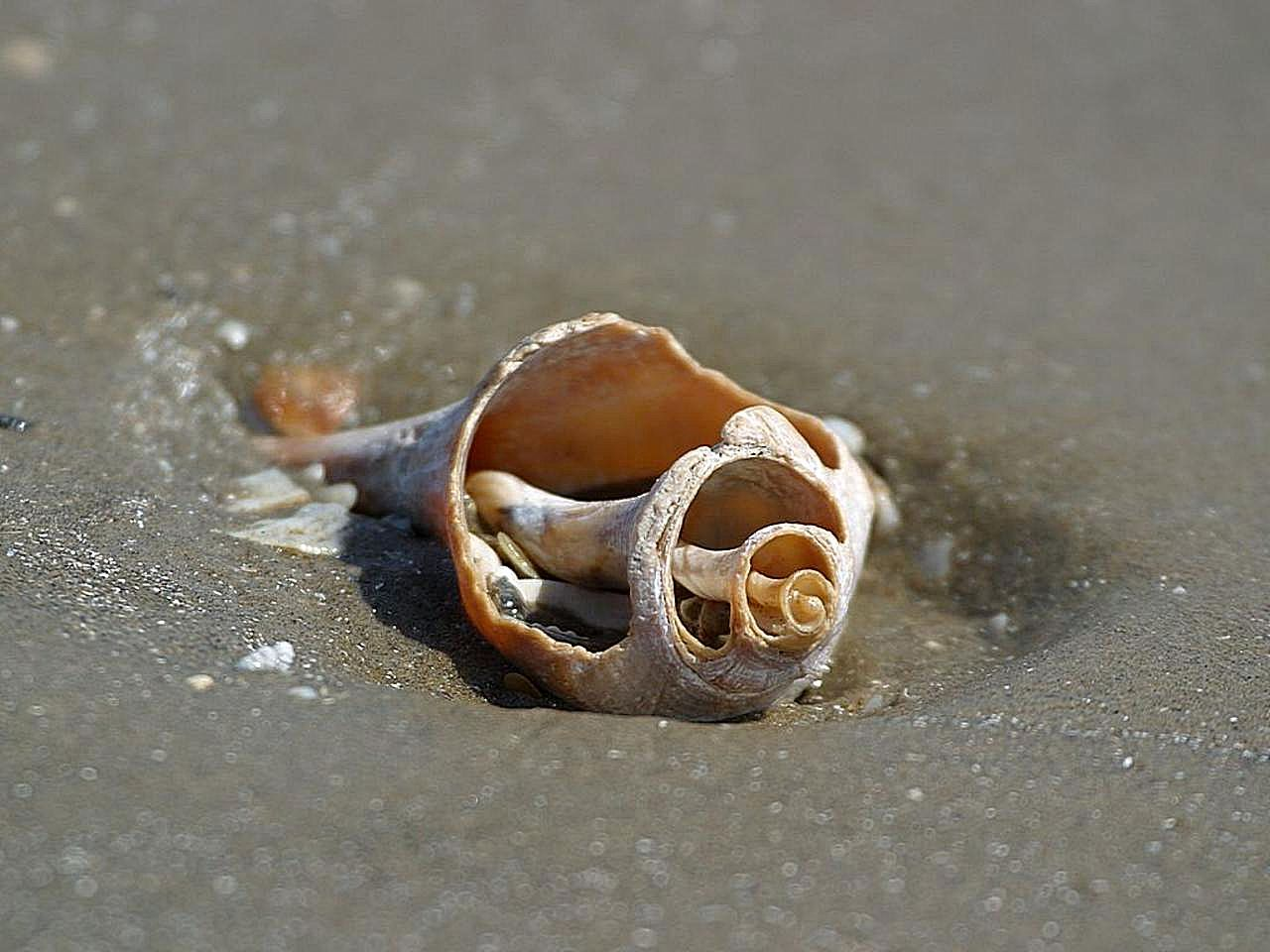
En se dégradant, les coquillages (ici coquille de gastéropode marin) contribuent à produire le sable coquiller

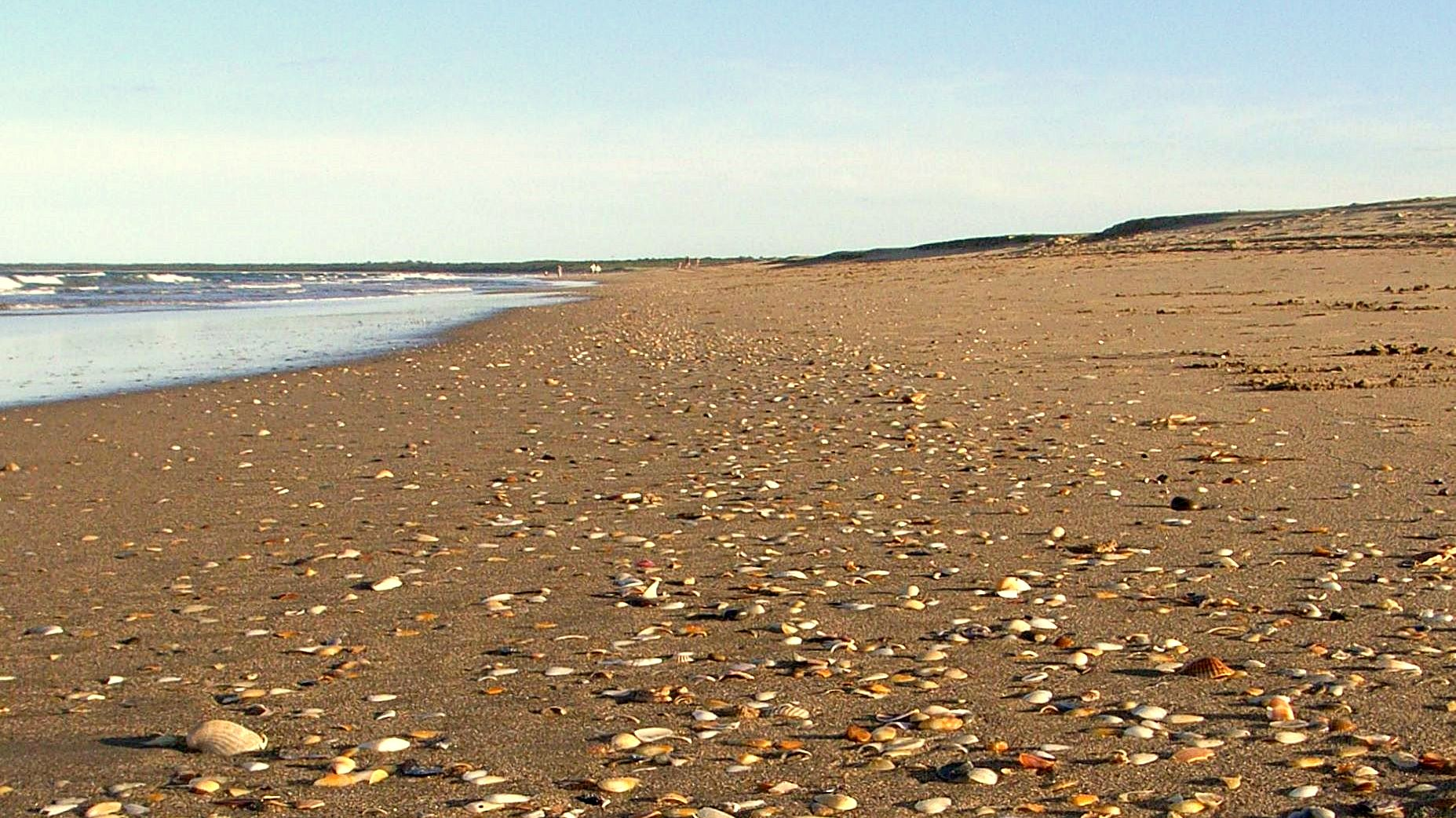
Coquilles de mollusques morts sur l'estran d'une plage australienne

Il contient donc des fossiles plus ou moins anciens et joue un rôle (parfois provisoire) de puits de carbone (car riche en CaCO3). De nombreux fossiles et notamment de l’Oligocène nous sont connus grâce aux sables coquilliers. Ces fossiles nous renseignent, bien mieux que les sables minéraux sur la paléoenvironnements et leur paléofaune, y compris pour certains sables qui se sont formés dans des fleuves ou lacs, dont en environnement hyperaride, ex : paléolac du dernier interglaciaire pléistocène dans l'Extrême-Sud de la Jordanie
Les sables coquilliers forment des gisements souvent très localisés en fonction de la configuration du trait de côte, du fond et des courants marins. Selon les zones biogéographiques les coquillages qui forment ces sables sont principalement celles des bivalves (ex : coques, palourdes et couteaux, ou de gastéropodes mais on y trouvera aussi parfois des restes de squelette d'oursins, de petits coquillages encore entiers ou d'autres organismes à squelettes calcaires (coraux, échinodermes et foraminifères...), quelques os de poissons (otolithes notamment), et une part plus ou moins importante de sables minéraux.
Ces sables peuvent être mobilisés par le courant et les vents pour former des dunes et contribuer au comblement de certaines grottes littorales ou immergées (ex : sur 4 m d'épaisseur dans la "grotte du Corail" explorée à Villefranche-sur-Mer par des archéologues) ou de baies entières . 
Les sables coquillers fossiles forment des gisements dénommés faluns.

## Caractéristiques physicochimiques
Pauvre en quartz, micas et feldspaths, il est très riche en débris calcaires de coquillage et parfois de corail ou d'autres organismes riches en calcium bio-assimilable, et pour cette raison  recherché par certains exploitants.

### Propriétés physiques et gradation de taille
Ces propriétés varient selon l'âge du sable et le type de coquillages qui ont contribué à le former. Il est toujours différent de celles  des sables siliceux (qui par exemple s'écoulent généralement de manière plus fluide car présentant des grains plus arrondis). 
Plus il est jeune, moins les grains d'un sable coquiller sont petits et ronds, et moins il s'écoule facilement.
Un sable coquiller artificiel peut être obtenu par  broyage mécanique de coquilles d'huîtres ou de moules récupérées par l'industrie agroalimentaire, mais si ces coquilles ont grandi devant des estuaires ou dans des régions littorales polluées,  peuvent aussi contenir du plomb, des radionucléides ou d'autres éléments indésirables. 
La taille et grosseur des grains varient aussi selon la « hauteur » de la plage et les courants

## Écologie des sables coquilliers (habitat et niche écologique)
Le sable coquiller a longtemps été considéré comme un substrat abiotique, comme s'il s'agissait d'une simple roche fossile meuble. Il abrite en réalité de nombreuses espèces et est aujourd'hui considéré comme un biotope, voire un écosystème à part entière, y compris pour les  plages
Riches en calcium ou plus exactement en carbonate de calcium, ces sables ont un fort pouvoir tampon ; cet effet est local mais très important car il neutralise l'acidification du milieu et diminue fortement la biodisponibilité de certains toxiques (tels que le plomb et d'autres métaux lourds ou métalloïdes qui circulent mieux et sont plus bio-assimilables dans les milieux acides ou acidifiés). 
Sous l'eau, ces sables favorisent une microfaune ayant besoin de calcium. De même sur le milieu littoral exondé et en milieu arrière-littoral ; les dunes, pannes dunaires ou autres milieux sableux « coquilliers » abriteront la flore littorale la moins acidiphile. Cependant une « dune fossile » éloignée de la mer (et en particulier sa partie superficielle) peut finir par s'acidifier et changer de composition chimique sous l'effet de milliers à millions d'années de lessivage par les pluies, ou plus rapidement si les pluies sont anormalement acides.
Les oligoéléments peu à peu libérés par le sable coquiller lors de son érosion éolienne ou sous l'effet du ressac alimentent une partie du microplancton et du macro plancton benthique ou en suspension (dont une partie se réfugie dans le sable à marée basse), de même, secondairement que d'autres microorganismes un peu plus gros (« méiofaune », dont le métabolisme, les excrétions et l'activité de fouissage et natatoire favorisent l'aération et l'activité bactérienne du substrat sableux. Elle est elle-même à la base d'une pyramide alimentaire au sein de la communauté benthique.

### Microfaune

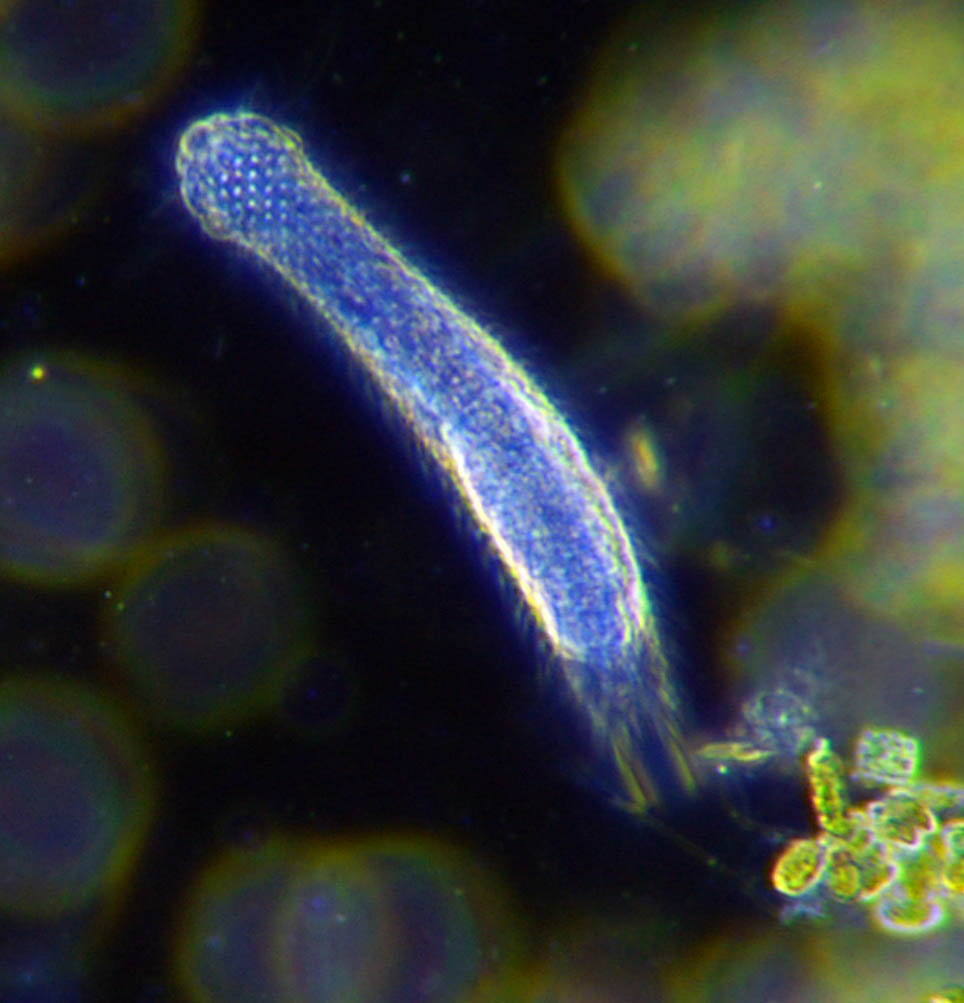
les Gastrotriches comptent parmi les animaux les plus fréquents des interstices du sable

La microfaune interstitielle du sable coquiller et l'écologie de ce milieu sont encore mal connues, explorés depuis la thèse universitaire de Robert William Pennak soutenue dans les années 1930 et grâce à d'autres études du sable en tant qu'habitats , in situ ou en laboratoire.
Parmi les principaux petits animaux de la faune interstitielle figurent les Gastrotriches  (notamment de l'ordre des Macrodasyoïdes) (de 1954 à 1967, Swedmark et Lévi en avaient déjà identifiés 34 espèces différentes, rien que dans la dune sous-marine de sable coquiller de Trezen ; à trois miles environ de l’île de Batz (Nord-Finistère) à 45-60 m de profondeur. Dans cette même dune on a aussi trouvé des Cnidaires (ex : Otohydra vagans, Halammohydra adherens, Armorhydra janowiczi) des turbellariés (ex Acanthomacrostomum spiculiferum) et des polychètes dont Psammodriloides fauveli.

### Méiofaune
Le sable coquiller abrite une méiofaune constituée de décomposeurs et de micro-prédateurs de type copépodes, rotifères ou tardigrades ; elle contribue d'ailleurs à nettoyer les coquilles récemment abandonnées par leurs propriétaires.  

### Répartition de la faune dans les sables coquilliers
Les organismes s'y répartissent selon la hauteur de la couche d'eau et plus ou moins rythmiquement dans la zone intertidale selon la durée d'exondation du sable ; 
Outre de petits crabes plutôt trouvés vers le bas de plage et de nombreux talitres (si la plage n'est pas polluée) plutôt trouvés vers le haut de plage, on y trouvera une méiofaune plus ou moins abondante de décomposeurs et de prédateurs de type copépodes, rotifères ou tardigrades, plus nombreux sous les laisses de mer.
On trouve également dans ces zones des lançons qui sont à la base de la nourriture de nombreux oiseaux marins (macareux, cormorans, fous de Bassan...), de poissons tels le lieu jaune et le bar et des poissons plats tels la barbue et le turbot.
La biocénoses du sable coquiller varie selon la zone bioclimatique, le type de sable et son exposition. La salinité du milieu a aussi une grande importance, ainsi que la saison, même dans la zone intertidale,. 
Les organismes qui habitent le sable contribuent à l'épuration et l'aération du substrat sableux et nourrissent de nombreux crustacés et (poissons plats notamment dans leurs "nurseries"), et directement ou indirectement pour le reste de la communauté benthique.

### Effets des activités humaines sur les écosystèmes coquilliers
Ils sont encore mal appréhendés, mais le chalutage, l'exploitation de gravières subaquatiques, certaines marées noires et le rejets de polluants et d'eaux usées dans l'eau ont des effets plus ou moins marqués et durables sur ces habitats.
Des changements anthropiques de morphologie du fond marin ou du trait de côte ou de courants induits par des constructions submergées ou d'épi ou par des carrières subaquatiques peuvent modifier la répartition du sable, et notamment des sables coquilliers, en exacerbant le risque d'érosion côtière parfois.

## Utilisations par l'Homme
Parmi les 15 milliards de tonnes de sable annuellement utilisées dans le monde, le sable coquiller est principalement recherché par certaines entreprises qui le revendent comme amendement calcaire en raison de sa teneur en calcium et autres minéraux facilement bioassimilables. C'est aujourd'hui un des substituts du maërl (substrat composé de débris d'algues marines) qu'on n'a plus le droit d'extraire depuis 2013. Mais il existe d'autres substituts comme sources d’amendement (tangue, crépidule…)

## Problèmes écologiques
Les sables coquilliers sont essentiellement des sables marins littoraux ou du plateau continental proche des côtes, c'est une ressource naturelle, mais qui n'est que très lentement renouvelable et qui peut être surexploitée. 
Il était autrefois directement extrait des plages, et aujourd'hui de plus en plus de certains fonds marins ou de carrières jouxtant des plages. 
Dans de nombreux pays, les besoins en amendements ou en sable pour la construction ont conduit à des extractions parfois "sauvages" (sans égard pour la nature ou la réglementation et au détriment de la biodiversité) ; elles peuvent provoquer la disparition des plages dans certains endroits, la défiguration des paysages littoraux ou rivulaires et la salinisation des nappes phréatiques.
En raison de l'importance des enjeux financiers, les dispositions légales sont parfois contournées, voire tout simplement ignorées,.
Problèmes socio-écologiques : L'ouverture de nouvelles carrières en mer rencontrent maintenant parfois une forte hostilité des riverains, de collectivités riveraines, d'écologistes, de plaisanciers, de plongeurs sous-marins et des pêcheurs, comme en France lors de l'enquête publique relative à l'ouverture de l'exploitation d'un gisement marin en Baie de Lannion en 2012 (à la suite d'une demande d'autorisation de 2009 déposée par la Compagnie Armoricaine de Navigation (CAN), du groupe Roullier, qui depuis 1993 « arme et exploite deux navires sabliers 24 heures sur 24 et 350 jours par an ») dans une dune sous-marine située entre deux sites classées Natura 2000 ; dans ce cas 31 associations partenaires ont écrit au préfet en refusant le projet, en se basant sur le fait qu'il y a eu 1.132 avis défavorables (sur 1.403) recueillis lors de l'enquête publique et en se basant notamment sur un « rapport très critique d'Ifremer ».
Deux ans plus tard un autre commissaire-enquêteur rendait un avis défavorable à une demande de travaux miniers (projet d'exploitation de 650 000 m3 de sable en 10 ans) émise par la société Les Sabliers de l’Odet sur la concession de sables coquillers de Kafarnao (à l’ouest de l'île de Sein. Selon la presse locale, l'enquête publique a mobilisé la population avec du 17 mars au 18 avril, selon le commissaire-enquêteur « très nombreux avis défavorables » ; « La position du site dunaire à l’intérieur du parc marin d'Iroise, zone classée Natura 2000, a également agi en faveur de la protection du site. Le conseil de gestion du parc devra trancher, normalement après l’été, par avis conforme. » .
Une mission d’inspection a étudié comment les enjeux environnementaux avaient été pris en compte dans les études et avis successifs. Elle a aussi analysé les mesures d’encadrement et de suivi proposées. Finalement, après le rapport de cette mission (rendu en février 2015), le préfet a lancé une nouvelle concertation, et le ministre de l'économie, Emmanuel Macron a accordé la concession à l'entreprise, mais avec des certaines exigences : un moindre volume annuellement extrait (250 000 m3/an  contre 400 000 m³ demandés), un rythme d'exploitation progressif (50 000 m3:an puis 100 000 m3 la seconde année, puis 150 000 m3/an durant les trois années suivantes, sans exploitation en période estivale (mai-août), après un état initial environnemental qui sera la référence pour le suivi régulier qui se fera ensuite sous l'égide d'une commission pilotée par le préfet. Selon le ministre, en cas d' « impact imprévu » il sera ainsi possible d' « adapter en conséquence le projet » mais la LPO estime néanmoins que « en plein examen de la loi biodiversité, l'écart se creuse entre ambition affichée et réalités de terrain ».

## Prospective
Avec l'apparition d'espèces exotiques envahissantes telles en Europe la crépidule (Crepidula fornicata) en mer ou la moule zébrée et corbicules (Corbicula fluminea et peut-être Corbicula fluminalis) en eau douce, la nature et les propriétés de certains sables coquillers devraient évoluer.

### Filmographie
- « Le Sable : enquête sur une disparition », par le réalisateur français Denis Delestrac, diffusé sur Arte, 28 mai 2013.